# Cementerio británico antiguo de Bellavista
El Cementerio Británico del Callao, también llamado como Cementerio Antiguo Británico del Callao, es un cementerio ubicado en la ciudad del Callao, en la provincia constitucional del Callao. Tiene 2 Hectáreas  y está limitado por las calles Zarumilla y la Av. Guardia Chalaca. 
Es un cementerio utilizado exclusivamente para entierros de miembros de la comunidad británica en Perú, en su mayoría de fe anglicana y otras protestantes. Desde entonces se ha utilizado para otras nacionalidades expatriadas, especialmente no católicas.

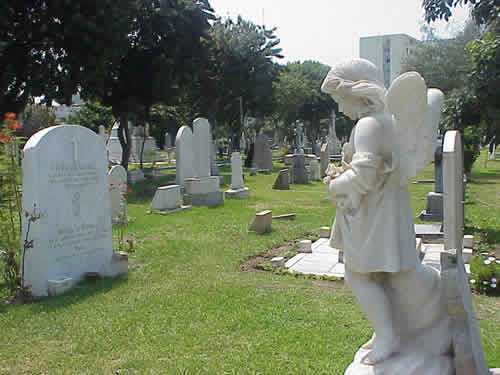
Escultura de lápida del cementerio.

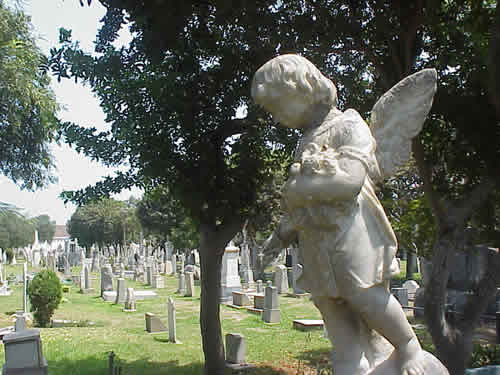
Detalles del cementerio.

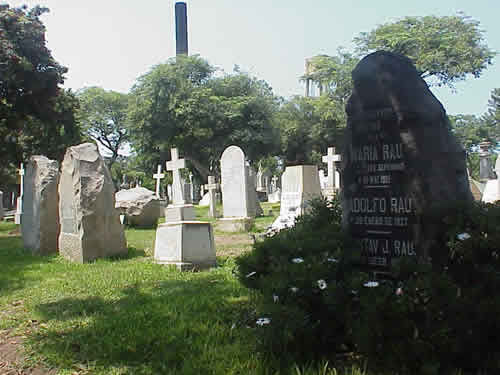
Vista del Cementerio Británico.

## Origen
El British Burial Ground, actualmente llamada Asociación del Cementerio Británico, tuvo sus inicios en el año 1834, cuando el cónsul de la colonia Británica en el Perú, el Sr. Belfort Hinton Wilson, sostuvo negociaciones con el estado peruano, para la compra de una parcela que serviría como panteón en la zona del Callao, en ese tiempo el Perú estaba bajo el mandato de Don Luis José de Orbegoso y Moncada, en ese entonces el Estado peruano ofreció una parcela cerca a la Batería de Santa Rosa en el Callao, lamentablemente para los intereses de todos los súbditos y descendientes británicos en este país, esta venta no se hizo efectiva, ya que hubo problemas con los vecinos de toda esa zona y el estado peruano determinó que por seguridad de todo el Callao, el panteón como fue llamado en esa época a los cementerios, debería ocupar otro lugar, ya que la Batería de Santa Rosa era una de las principales defensas que tenía el Callao contra los ataques de los Conquistadores de época y la parcela de tierra ofrecida en ese entonces por el Estado Peruano, iba a dificultar la defensa del mismo. (En la actualidad, la Batería Santa Rosa es un conjunto habitacional que lleva el mismo nombre).
Después de este incidente y por intermedio del Coronel Don Francisco Cañas, se situó al Cementerio, en una de las propiedades de las Hermanas Ramírez, una familia acaudalada de época, este terreno se encontraba en abandono y estaba cerca al Hospital San Juan de Dios, (hoy Hospital Daniel Alcides Carrión), más exactamente al lado de dicho hospital, es entonces que ahora la llamada Av. Guardia Chalaca, albergaría a todos los súbditos británicos fallecidos en este país y esta parcela conseguida con mucho esfuerzo fue transformándose poco a poco en lo que es ahora la Asociación del Cementerio Británico.
Y así comienza a escribirse la historia, en el año de 1835, para ser más exactos el día 1 de febrero, fue enterrada la primera persona en el Cementerio; William Russel Drummond hijo del General Sir Gordon Drummond G.C.B, quien a los 23 años de edad falleció por un disparo de mosquete en la rodilla y como consecuencia sufrió la amputación de su pierna, después de un mes de ocurrido el accidente falleció el 31 de enero y fue enterrado al día siguiente, esta persona fue registrada por el Sr. Belfort Hinton Wilson (Cónsul Británico en el Perú) dos años después de haber sido enterrado.

## Independencia del Perú
Los británicos contribuyeron mucho para la independencia del Perú, uno de ellos fue el General (posteriormente nombrado mariscal del Perú) William Miller, quien fue originalmente enterrado en este Cementerio, a su muerte el 31 de octubre de 1862, a la edad de 66 años. Sus restos fueron trasladados años después al "Panteón de los Próceres", precisamente el 16 de octubre de 1926, bajo el mandato del entonces Presidente de la República Sr. D. Augusto B. Leguia, gran anglófono.
No solamente se ha enterrado en el Cementerio personas que pertenecieron a la milicia, también el 17 de mayo de 1838 fue enterrado el cocinero preferido del General William Miller que se encuentra en el camposanto, William Hanam nacido en Kingston, Jamaica, murió a los 60 años de hidropesía, llegando a ser el N.º 17 en ser enterrado.
Durante la Guerra del Pacífico entre Perú y Chile, específicamente en el Combate de Angamos, no solo participaron defendiendo al Perú, los propios peruanos; a su vez también muchos extranjeros participaron y dieron más que la vida por el Perú, una de estas personas fue Samuel McMahon, de nacionalidad estadounidense, quien fuere conocido como el primer maquinista del Monitor Huascar.
Siguiendo con la Guerra del Pacífico tenemos que mencionar también al joven combatiente Bernard Fleming, de 17 años quien perdió la vida en la Batalla de Miraflores un 15 de junio de 1881, este joven nacido en Lima pero hijo de británicos fue sepultado en el Cementerio Británico por sus colegas de Batalla. 
Gracias a los diversos documentos encontrados en los archivos del Cementerio se ha podido registrar enfermedades y plagas de interés médico como por ejemplo la plaga de Fiebre Amarilla que azotó Lima en abril de 1868, y que en solo dos meses hizo que más de 200 alemanes fallecieran sin contar a británicos y a peruanos que también murieron por dicha enfermedad, muchos de ellos están enterrados en el Cementerio Británico; otro incidente que se registra fue la plaga de la Viruela Loca en 1879, enfermedad que desde el descubrimiento de la inoculación, rara vez azota nuestras costas.
Entre los europeos y descendientes se encuentran familias como los Backus, fundadores de cervecerías, como también descendientes del famoso ferrocarrilero don Enrique Meiggs, que bajo el gobierno de Balta, construyó el Ferrocarril del Sur (Mollendo – Arequipa) y posteriormente el Ferrocarril Central. También yacen los restos de escoceses, ingenieros que llegaron para construir el ferrocarril a la Oroya y murieron a causa del terrible paludismo. Tripulantes, oficiales y empleados de la Pacific Steam Navigation Company, también cuya flota de barcos cubrían los viajes de nuestras costas hasta Europa, tuvieron el mismo destino.

## Época Contemporánea y Creación de un Nuevo Cementerio
Siguió transcurriendo el tiempo y fue en el periodo de Manuel A. Odría Presidente del Perú, que la Asociación del Cementerio Británico decidió que un 4 de septiembre de 1955 se adquiriera una parcela de terreno en la avenida colonial (Callao) para construir un segundo Cementerio Británico, la Asociación quería expandir su liderazgo por todo el Callao, el Rt. Rev. Bishop D. Ivor Evans, conjuntamente con los representantes de las iglesias, Luterana, Rusa Ortodoxa, Católica y Protestantes consagran un nuevo Cementerio Británico.
En el año de 1956 asume la presidencia de la Asociación del Cementerio Británico el Sr. Sydney Chesterton y tuvo como secretario al Sr. Charles j. Cowper, juntos se encargaron de administrar los dos Cementerios Británicos, denominándolos al 1.er Cementerio como Cementerio Antiguo y al recién adquirido como Cementerio Nuevo.
La primera persona en ser enterrada en el Cementerio Nuevo fue una bebé de apenas 2 días de edad, falleció de broncopulmonía y fue enterrado en la sección “M” número 14.
Pero no solamente en el Cementerio Británico Antiguo han sido enterradas personas reconocidas por su gran esfuerzo, en el Cementerio Nuevo también se encuentran enterradas personas de gran valor o de reconocida trayectoria, podemos mencionar, a Elmer J. Faucett, aviador que fundó la Línea aérea Faucett S.A. que falleciere (según nuestros registros) de un derrame cerebral un 11 de abril de 1960 a la edad de 69 años y fue enterrado en este cementerio.
Se pueden citar también a muchas otras personas de renombre como: El gerente general de la CIA. James Butler, el director general de Fabricaciones Metálicas Henry J. Koehler, dos nutricionistas norteamericanos fallecidos en la catástrofe aérea de Tingo María, el Dr. Richard Block y Jerome A. Uram con sus respectivas esposas; los restos del primer secretario de la Embajada Inglesa, John White y esposa fallecidos en el accidente aéreo del Cerro Carpish en Huánuco, entre otros.

## Personajes enterrados
- Teniente William Russell Drummond, Primera persona en ser enterrada; quien falleciera debido a la amputación de una pierna el 1 de enero de 1835 mientras estaba llevando a cabo su deber, al recibir un disparo de unos amotinados, a quien trataba de reducir.
- Mariscal William Miller (Wingham, Inglaterra, 12 de diciembre de 1795 - Lima, Perú, 1861), Fue trasladado. Militar británico que contribuyó de manera sobresaliente en la Guerra de independencia de Chile y Perú. Sus restos fueron trasladados al Panteón de los Próceres.
- Theophilus Alexander Blakely, Capitán del ejército británico, diseñador del Cañón Blakely.

Participantes en la Guerra del Pacifico
- Samuel MacMahon (Orange, Nueva Jersey en 1845-Lima, Perú 12 de mayo de 1894), Primer ingeniero del Monitor Huáscar.
- Bernard Fleming, militar que falleció en la Batalla de Miraflores a los 17 años, era hijo de británicos.

Personajes destacados
- William Pitt Adams (* 11 de diciembre de 1804 en Devon, Inglaterra; 4 de septiembre de 1852 en Lima), Encargado de negocios de la Delegación Británica, eminente bien conocido en el Perú y gestionante en la creación del cementerio.
- Henry Meiggs o (Enrique Meiggs), bajo el Gobierno de José Balta y Montero, construye el Ferrocarril del Sur (Mollendo – Arequipa) y posteriormente el Ferrocarril Central. Luego sus restos fueron trasladados al Cementerio Presbítero Matías Maestro.

- Robert Henry Britten (1832-1882) grabador de las monedas de un sol (1863-1935) de plata con la Libertad sentada y de las monedas de 5 pesetas "moñonas" (1880-1882) (acuñadas en la Casa de Moneda de Lima).[1]

Empresarios destacados
- Isaac Lindley, empresario peruano, hijo de los fundadores de la bebida gaseosa Inca Kola.
- Familia Backus, fundadores de cervecerías.

- Familia Oeschle, de la antigua tienda por departamentos.

Intelectuales destacados
- Dora Mayer, investigadora y periodista peruana. Se dedicó a la defensa de la causa indígena. Esposa de Pedro Zulen.
- Georges Vanderghem, ingeniero agrónomo belga. Participó en la fundación de la Escuela Nacional de Agricultura y Veterinaria[2][3] y la Universidad Nacional Agraria La Molina.[4][5]